# Potomac Athletic Club Rugby Football Club
Maillots
Actualités
Le Potomac Athletic, ou Potomac Exiles, est un club de rugby à XV américain créé en 1988 et évoluant en Men's D1 Club Championship.